# Résistance française à Sevran

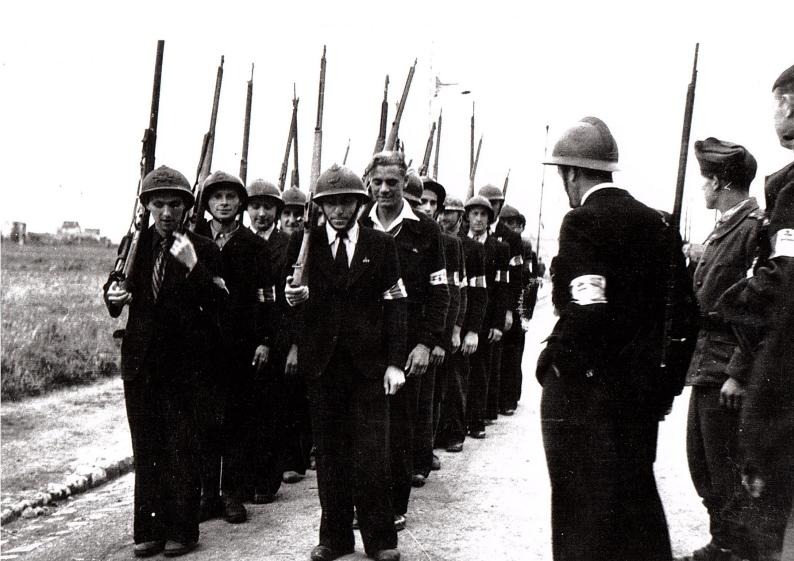
Groupe de partisans sevranais (date non précisée).

La Résistance française à Sevran s'organise durant la Seconde Guerre mondiale.
À la suite de l'invasion allemande, des Français opposés à Pétain entrent en résistance. La ville de Sevran est investie par les Allemands le 13 juin 1940. Cette ville, qui comptait 10 147 habitants en 1936, a connu un développement industriel à la fin du XIXe siècle et surtout au début du XXe siècle. Les laboratoires d'Alfred Nobel et des usines comme Westinghouse ou Kodak y emploient beaucoup d'ouvriers. Parmi eux, de nombreux Sevranais s'illustrent dans la Résistance. Mois après mois, des actions se mettent en place et Sevran devient un bastion de la Résistance française[réf. souhaitée], avec des hommes et des femmes de différents bords politiques (majoritairement communistes).
Cet article est une liste non exhaustive de résistants ayant opéré dans la commune de Sevran durant la Seconde Guerre mondiale, notamment le 27 août 1944, jour de la libération de la ville.

## Liste des résistants

### Denise Albert (1922-2016)
Denise Albert, née Descoins, est née à Paris le 20 novembre 1922 et morte le 24 avril 2016.

### Bruno Bancher (1923-1944)
Né le 6 octobre 1923 à Tuzla (Bosnie-Herzégovine), Bruno Bancher (ou Banker) est un résistant communiste, originaire de la ville de Sevran. Il est mort, le 28 août 1944, à la suite de ses blessures reçues lors d'échanges de coups de feu avec les Allemands durant sa participation à la libération de Sevran la veille.

### Gaston Bussière (1902-1942)
Né à Paris le 31 décembre 1902, Gaston Bussière est maire communiste de Sevran en 1939. Pris en otage par les nazis, il est fusillé le 21 septembre 1942 au Mont-Valérien.

### Guy Cam (1923-1945)
Né en 1923, Guy Cam quitte Sevran où il réside en mai 1942 pour rejoindre le maquis de son oncle dans le Finistère. Après de nombreux actes de sabotage, ils sont arrêtés le 8 octobre 1943. Il est interné à Quimper, puis dans le Camp de Royallieu à Compiègne, avant d'être immatriculé « 185211 » et déporté le 27 avril 1944 à Auschwitz puis à Buchenwald. Il est abattu lors de la libération du camp en avril 1945, puis laissé à Flossenbürg. Une rue près du marché municipal de Sevran porte son nom qui, par ailleurs, figure aux archives communales sur une liste manuscrite établie par le comité local de Sevran de la Fédération nationale des déportés et internés, résistants et patriotes.

### Jean Cayet (1884-1945)

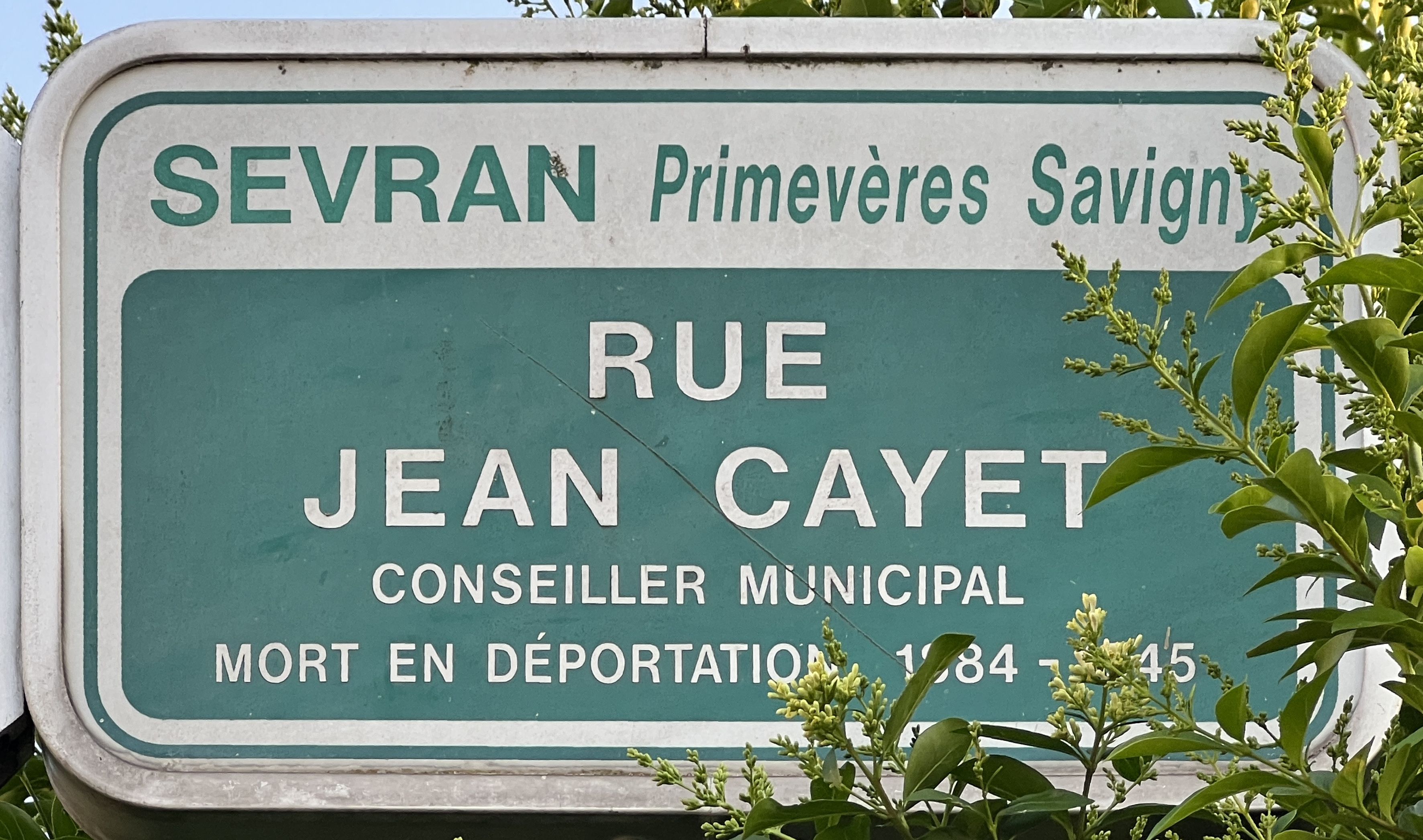
Plaque de la rue Jean Cayet à Sevran.

Jean Eugène Cayet , employé des chemins de fer, devient conseiller municipal sous le mandat de Gaston Bussière, et tout comme lui, est un résistant. Le 20 juin 1940 il est arrêté par la police française et incarcéré à Fresnes. Il est ensuite  interné à Pontoise, puis transféré au camp d'Aincourt (Seine-et-Oise). Il y retrouva ses amis résistants incarcérés avec lui, notamment  Gaston Lévy, Georges Denancé et Maurice Métais. Transféré ensuite à Compiègne il est embarqué le 6 juillet 1942 vers les camps de la mort. Il meurt au camp de concentration de Dachau le 23 janvier 1945.
Jean Eugène Cayet habitait à Sevran, rue des Cigales. Après la libération, cette rue est devenue la rue Jean Cayet.

### Auguste Crétier (1891-1944)

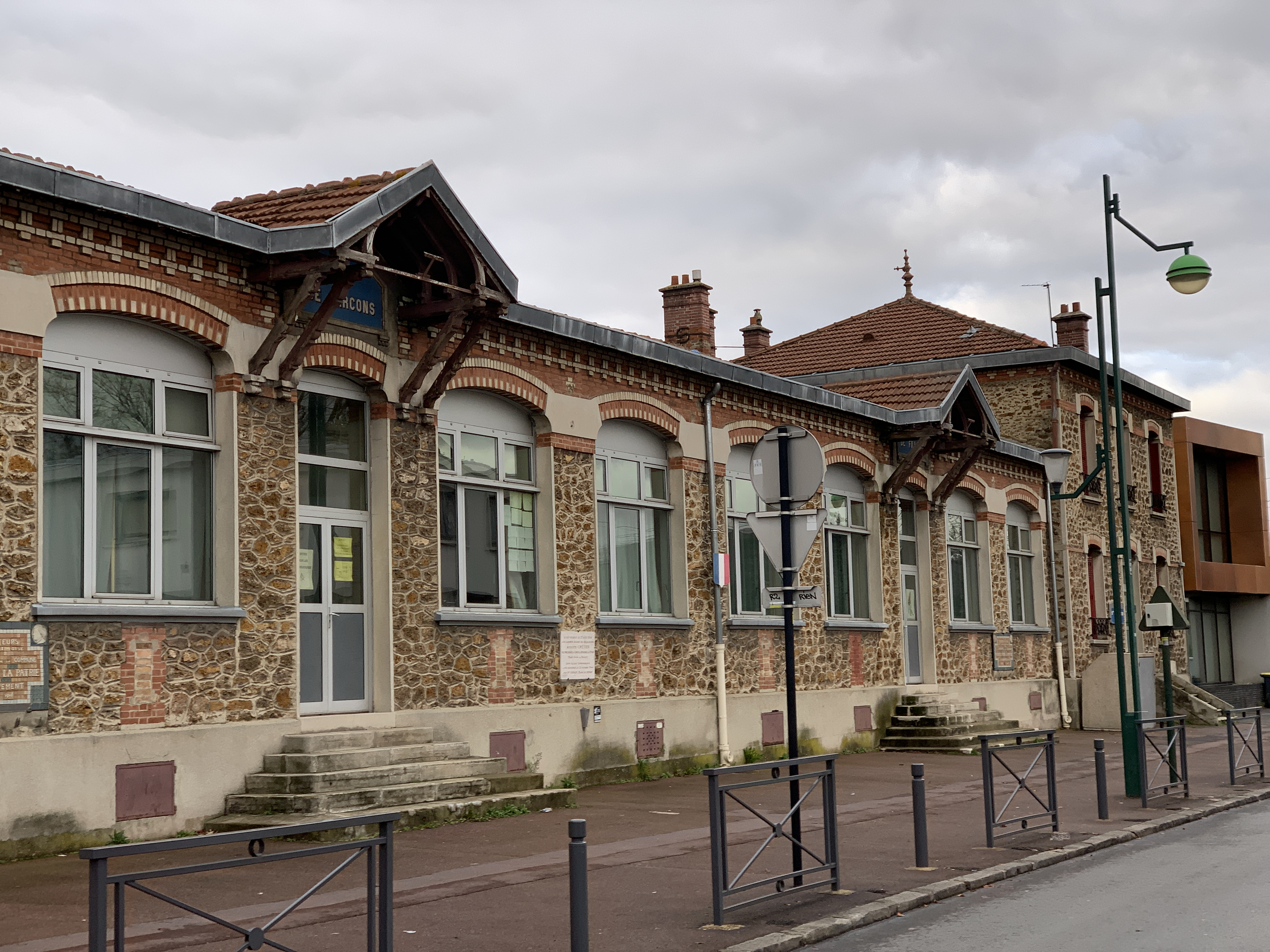
L'école primaire Auguste Crétier, rue Auguste-Crétier.

Auguste Crétier est né le 28 août 1891, il fut abattu à Sevran le 27 août 1944. Une rue et une école primaire (ancien collège d'enseignement général) de la ville portent son nom.

### Georges Denancé (1891-1942)
Georges Denancé est né le 24 septembre 1891 à Laval. Il est mort en déportation en 1942.
Il habitait au 96, avenue de Bourgogne, devenue après la libération rue Georges Denancé.

### Bernard Denancé (1925-1998)
Bernard Denancé, né le 14 juin 1925, est un résistant sevranais engagé volontaire dans les Forces françaises de l'intérieur (FFI). Le 15 décembre 1943. Il suit le chemin de la résistance comme son père, Georges Denancé, « Mort pour la France ». Épaulé par son grand frère, Jean Denancé (1922-1985), ils furent des acteurs majeurs de la libération de Sevran le 27 août 1944. Il meurt le 15 février 1998.

### Lucien Gélot (1927-1944)
Lucien Gélot, né le 6 février 1927, est le plus jeune des résistants sevranais. Il habite avec ses parents rue de la Marne et est scolarisé à l'école du Centre (devenue école Crétier). Nourri depuis sa prime jeunesse par les actes héroïques des aînés de son entourage, il devient, dès qu'il le peut, membre de la Compagnie Robespierre, engagé dans l'armée de libération. Après la libération de Sevran, il continue le combat en Alsace dans les rangs de la 2e DB. Il est tué au combat à Kogenheim le 3 décembre 1944. Il avait 17 ans.

### Jean Hemmen (1910-1942)
Jean Hemmen, employé de banque, est un militant communiste, militant socialiste et résistant durant la Seconde Guerre mondiale. Il est combattant des Brigades internationales en Espagne. Arrêté le 28 avril 1942 à Paris, il est fusillé le 11 août 1942 au Mont-Valérien.

### Gaston Levy (1882-1943)
Métallurgiste de métier, Gaston Levy s'installe à Sevran vers 1928. Il devient conseiller municipal sous le mandat de Gaston Bussière de 1931 à 1939. Militant communiste, il a le même parcours que Jean Cayet, Georges Denancé, Maurice Métais, également conseillers municipaux ; il les rejoint au camp d'Aincourt (Seine et Oise)  et décède le 16 novembre 1943 à Auschwitz.
Il habitait à Sevran, 18, rue des Pâquerettes. Après la libération cette rue devient la rue Gaston Lévy.

### Roger Le Maner 1923-1945)

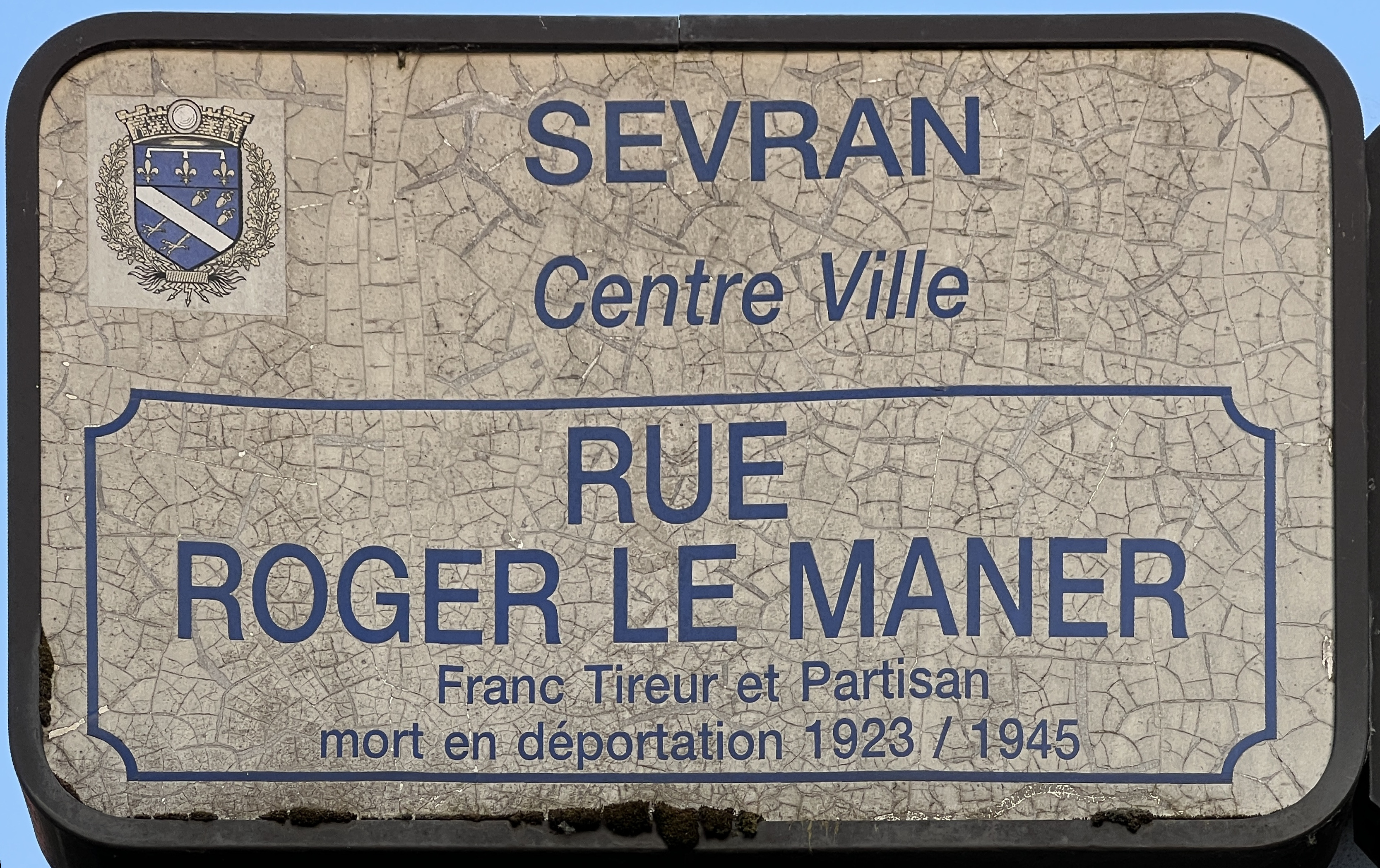
Plaque de la rue Roger Le Maner à Sevran.

Roger Le Maner est membre de l'Organisation spéciale et des Francs-tireurs et partisans. Arrêté le 17 avril 1942, il meurt à Bergen-Belsen le 16 mai 1945, huit jours après la capitulation.
Il était âgé de 22 ans.
La rue des écoles à Sevran est devenue après la libération la rue Roger le Maner.

### Maurice Métais (1892-1942)
Maurice Métais est né le 20 septembre 1892 à Bétigny-Gaular (commune de Saint-Agnan-sur-Erre dans l'Orne). Vétéran de la Première Guerre mondiale, il sert, entre autres, sous le 103e régiment d'infanterie. Plusieurs fois blessé il est cité à l'ordre de son régiment.
En 1921, il vint habiter Sevran et en 1926 il est domicilié 2 bis, avenue des Trèfles. Il est tourneur sur métaux. Il travaille à l'usine Westinghouse où il est élu délégué syndical à la Confédération générale du travail (CGT). Maurice Métais est élu conseiller municipal sous le mandat de Gaston Bussière, de 1931 à 1939. Compagnon de combat de Georges Denancé, il a le même parcours que les conseillers municipaux de Gaston Bussière, morts pour la France. En 1941, Arrêté chez lui, il est emmené au camp de Pithiviers, puis d'Aincourt (Seine-et-Oise). Il meurt à Auschwitz le 8 août 1942.
Après la libération, la rue des Trèfles prend son nom.

### André Mortureux (1901-1942)
Natif de Plombières-lès-Dijon, André Mortureux réside à Sevran depuis 1936. Il milite à la cellule communiste avec Lucien Sportiss. La police de Livry-Gargan l'arrête le 24 août 1941. Après être dirigé sur Versailles, il est envoyé au camp de d'Aincourt (Seine-et-Oise) d'où il est transféré avec de nombreux résistants de Sevran à Compiègne le 1er juillet 1941. Il meurt au camp d'Auschwitz le 8 octobre 1942.

### Lucien Sportisse (1905-1945)

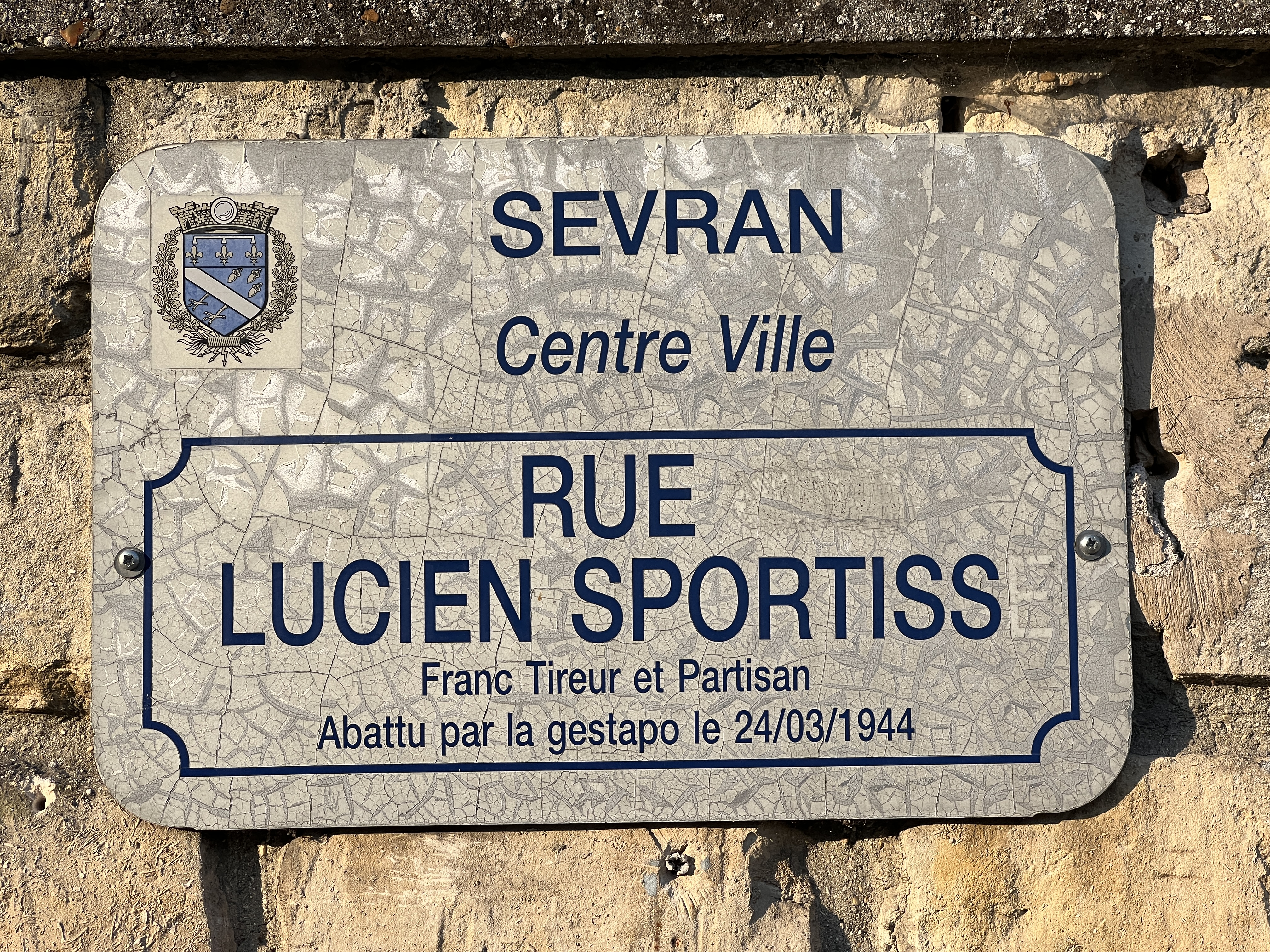
Plaque de la rue Lucien Sportiss à Sevran.

Né le 2 octobre 1905 à Constantine en Algérie, Lucien Sportisse (ou Sportiss) est militant communiste. Instituteur, d'origine juive, ses activités politiques et syndicales le font révoquer en 1935. Réintégré dans l'Éducation nationale en 1937, il exerce quelques années à Sevran, logeant rue des Marais. Il fut l'instituteur de Denise Albert. Il fut également comptable, il s'investit dans le mouvement ouvrier et national algérien, en tant que syndicaliste et militant politique. En Métropole ensuite, il participe à la politique interne du parti communiste et poursuit son combat de lutte en faveur des paysans et des ouvriers défavorisés, en s'engageant dans la Résistance jusqu'à son assassinat par la Gestapo, le 22 mars 1944 (à 38 ans) à Lyon.
L'ancienne rue de la Gare de Sevran porte son nom.